# Lennon (Finistère)
Lennon (bretonisch Lennon) ist eine französische Gemeinde mit 801 Einwohnern (Stand 1. Januar 2022) im Département Finistère. Sie gehört zum Arrondissement Châteaulin und zum Kanton Briec.

## Geographie
Die Gemeinde Lennon liegt im Westen der Bretagne, 25 Kilometer nordnordöstlich von Quimper am Rande des Regionalen Naturparks Armorique. An der östlichen Gemeindegrenze verläuft der Fluss Stêr Goanez, der in den an der südlichen Grenze fließenden Aulne einmündet. Die Aulne ist in diesem Bereich ein Teil des Canal de Nantes à Brest. Brest liegt 48 Kilometer nordwestlich und Paris etwa 450 Kilometer östlich von Lennon (Angaben in Luftlinie).
Bei Le Faou und Châteaulin befinden sich die nächste Abfahrten an der Schnellstraße E 60 (Brest-Nantes) und bei Landivisiau und Morlaix an der E 50 (Brest-Rennes). Hier gibt es auch die nächsten Regionalbahnhöfe an den überwiegend parallel verlaufenden Bahnlinien.

## Bevölkerungsentwicklung
| Jahr                       | 1962 | 1968 | 1975 | 1982 | 1990 | 1999 | 2007 | 2020 |
| Einwohner                  | 1042 | 922  | 770  | 652  | 624  | 646  | 751  | 778  |
| Quellen: Cassini und INSEE |      |      |      |      |      |      |      |      |

## Sehenswürdigkeiten
- Dreifaltigkeitskirche
- Kapelle Saint-Maudet
- Kapelle Saint-Nicolas
- Dolmen von Pendréau im Westen der Gemeinde

Dreifaltigkeitskirche
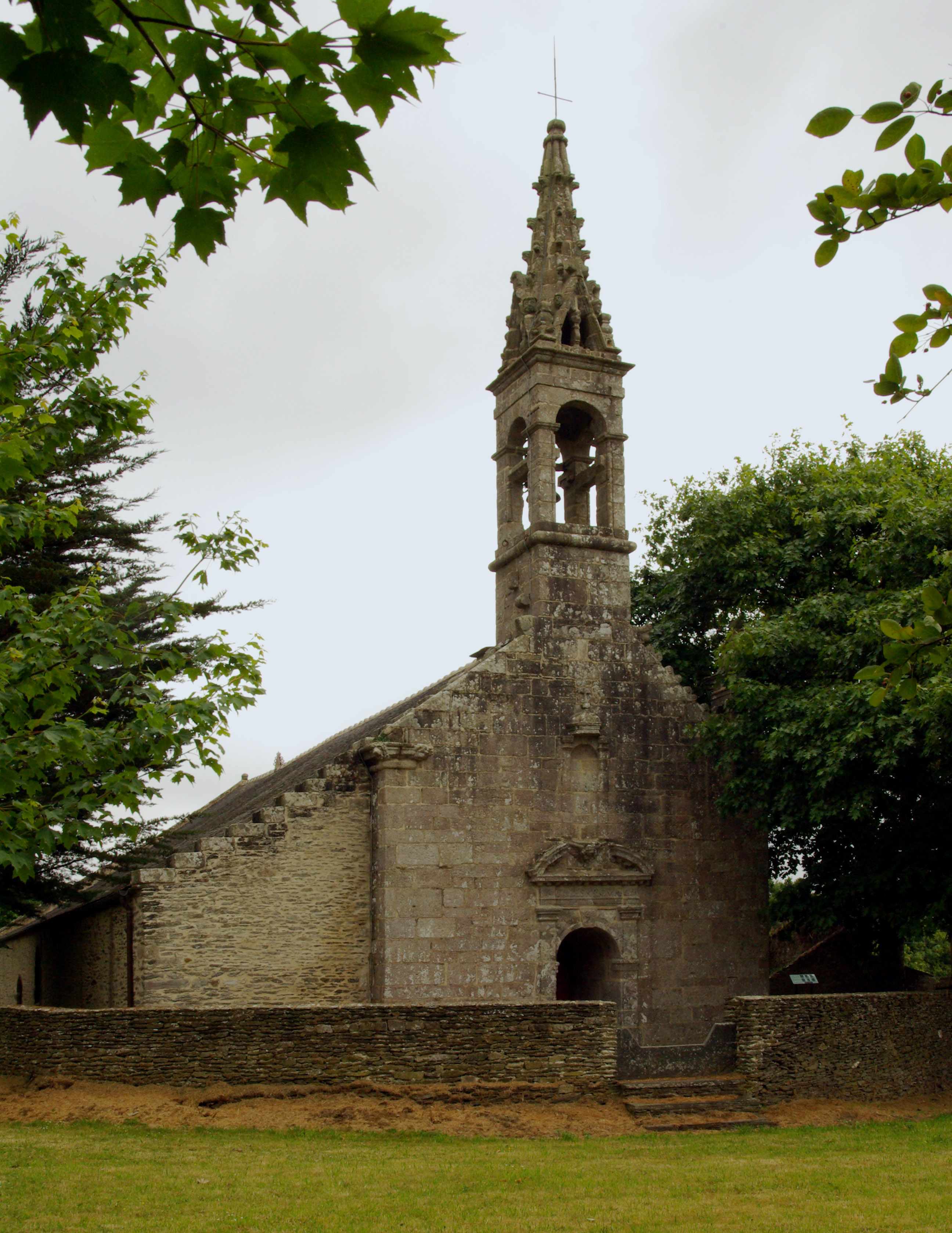
Kapelle Saint-Maudet
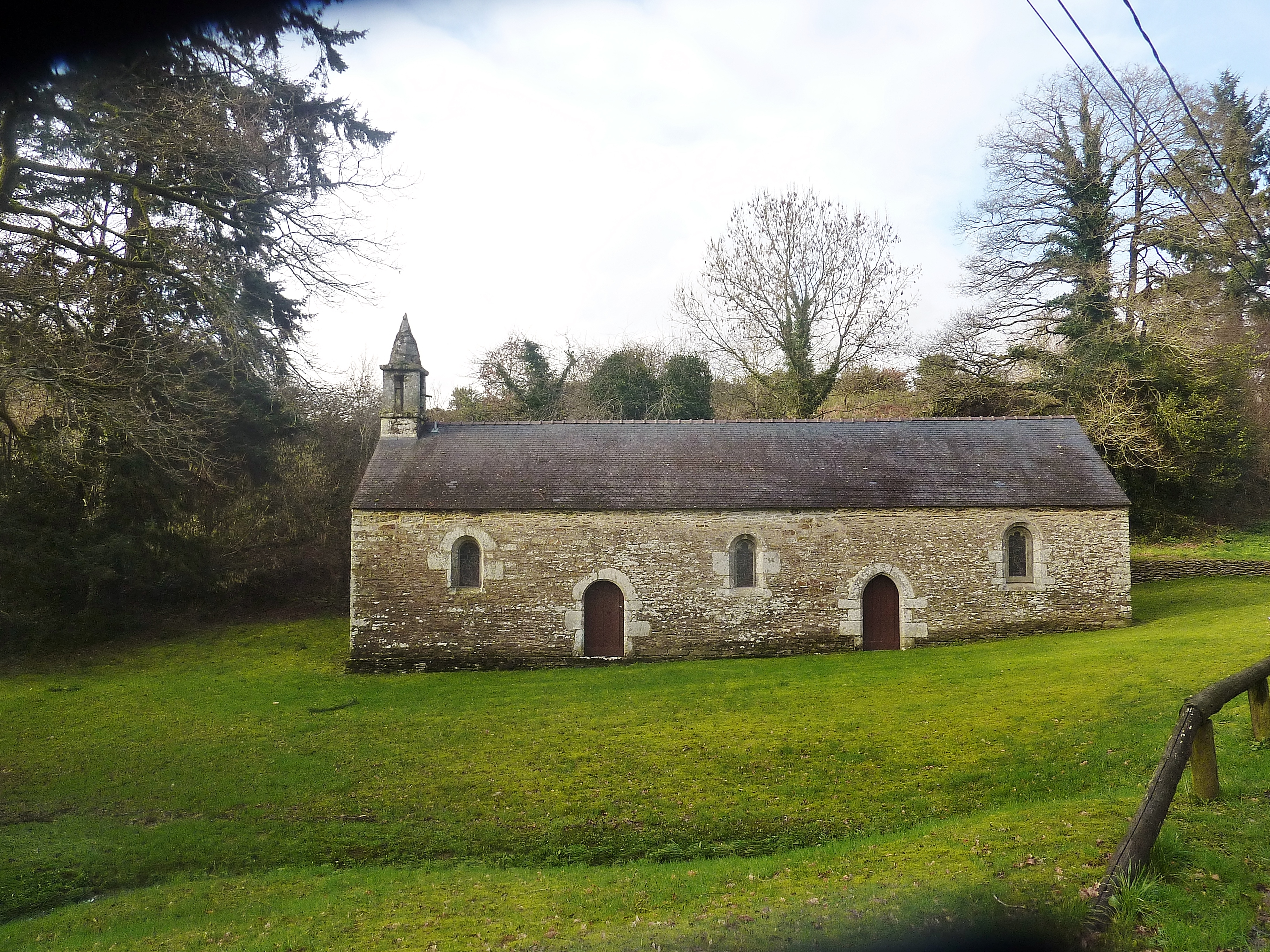
Kapelle Saint-Nicolas
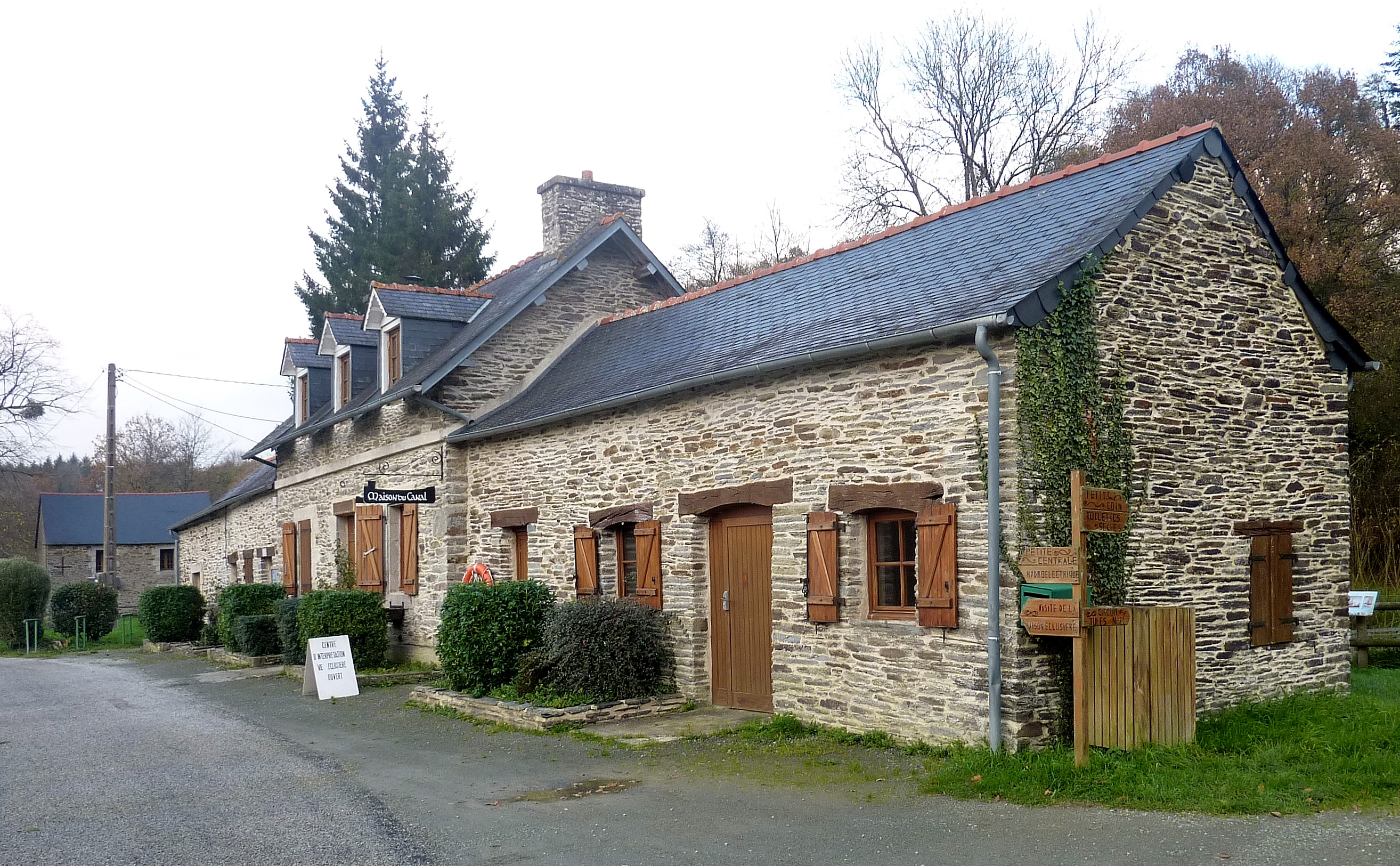
Eines der Schleusenwärterhäuser in Lennon